# Safford
Safford és una població dels Estats Units a l'estat d'Arizona. Segons el cens del 2007 tenia 9.224 habitants.

## Demografia
Segons el cens del 2000, Safford tenia 9.232 habitants, 3.331 habitatges, i 2.394 famílies La densitat de població era de 450,1 habitants/km².
Dels 3.331 habitatges en un 35,7% hi vivien nens de menys de 18 anys, en un 52,3% hi vivien parelles casades, en un 15% dones solteres, i en un 28,1% no eren unitats familiars. En el 25% dels habitatges hi vivien persones soles el 13% de les quals corresponia a persones de 65 anys o més que vivien soles. El nombre mitjà de persones vivint en cada habitatge era de 2,7 i el nombre mitjà de persones que vivien en cada família era de 3,22.
Per edats la població es repartia de la següent manera: un 30,2% tenia menys de 18 anys, un 9,5% entre 18 i 24, un 24,4% entre 25 i 44, un 19,2% de 45 a 60 i un 16,7% 65 anys o més.
L'edat mediana era de 34 anys. Per cada 100 dones de 18 o més anys hi havia 84,2 homes.
La renda mediana per habitatge era de 29.899 $ i la renda mediana per família de 36.696 $. Els homes tenien una renda mediana de 35.915 $ mentre que les dones 20.138 $. La renda per capita de la població era de 14.052 $. Aproximadament el 13,9% de les famílies i el 17,3% de la població estaven per davall del llindar de pobresa.

## Poblacions més properes
El següent diagrama mostra les poblacions més properes.